# Monument (album de Grand Magus)
Pour les articles homonymes, voir Monument (homonymie).
Albums de Grand Magus
Grand Magus
(2001) Wolf's Return
(2005)
Monument est le deuxième album du groupe suédois de heavy metal Grand Magus, publié le 25 novembre 2003, par Rise Above Records.

## Liste des chansons
Toutes les chansons sont écrites et composées par Grand Magus.
| No | Titre                           | Durée |
| -- | ------------------------------- | ----- |
| 1. | Ulvaskall (Vargr)               | 5:45  |
| 2. | Summer Solstice                 | 3:58  |
| 3. | Brotherhood of Sleep            | 5:40  |
| 4. | Baptised in Fire                | 8:11  |
| 5. | Chooser of the Slain (Valfader) | 5:19  |
| 6. | Food of the Gods                | 4:21  |
| 7. | He Who Seeks... Shall Find      | 10:29 |